# Georges Veillat
Georges Arsène Veillat, né le 1er juin 1862 à Paris où il est mort le 14 octobre 1919, est un haut fonctionnaire français, notoire pour son rôle dans la mise en place du régime fiscal de l'Afrique-Occidentale française ; il est d'autre part nommé gouverneur de la Guinée en 1909, puis du Sénégal. 

## Biographie
Ancien élève du petit séminaire des Sables et de Richelieu. Entré comme expéditionnaire au ministère du commerce en février 1892, nommé rédacteur en 1889, sous-chef de bureau en 1893. Il collabore dans ses diverses fonctions à la révision du tarif des douanes de 1892. Entré en 1904 par permutation comme sous-chef de bureau au ministère des colonies et nommé à ce titre administrateur de 1re classe en Afrique occidentale. Passé administrateur en chef de seconde classe en octobre 1906. Chargé en avril 1907 par le gouverneur général de l'AOF d'une mission économique dans les colonies étrangères de la côte ouest d'Afrique, Sierra Leone, Gold Coast, Togo, Nigeria. Il a collaboré à l'organisation du régime fiscal de l'Afrique occidentale française. Chevalier de la Légion d'honneur (décret du 4 août 1907). Gouverneur de la Guinée (1909) et du Sénégal.
Il est député de la Vendée de 1910 à 1914.
Il est décédé en son domicile à Paris, rue Ernest Cresson, le 14 octobre 1919.

## Sources
- « Georges Veillat », dans le Dictionnaire des parlementaires français (1889-1940), sous la direction de Jean Jolly, PUF, 1960 [détail de l’édition]